# 讷德林根
讷德林根（德語：Nördlingen，發音：[ˈnœʁtlɪŋən] ⓘ）是德国巴伐利亚州施瓦本行政区多瑙-里斯县的城市，面积68.09平方千米，2023年12月31日人口为21,053人。
這個小鎮特別之處是建立在一個1500萬年前直徑1.5公里的隕石坑中，是個獨一無二的隕石坑古鎮。這個隕石坑是地球上現存最大的隕石坑之一，坑洞面積大再加上千萬年的大自然風雨侵蝕和人類的開墾，所以感覺不到走在巨大的隕石坑洞裡。巨大衝擊力使當地形成富含微顆鑽石的隕磺礫岩，使此鎮有「鑽石城」之譽。
讷德林根是三十年战争期间讷德林根战役的发生地。時至今日，这里是德国仅有的三座完全为城墙环绕的城市之一，另外两座是罗滕堡和丁克爾斯比爾。
古罗马城堡的遗址已经在地下发现。1998年，该市庆祝建城1100周年。2016年被選為動漫《為美好的世界獻上祝福》取景地點。

## 友好城市
讷德林根与以下城市结为友好城市：
- 加拿大 马克姆
- 沃加沃加市（英语：City of Wagga Wagga）
- 法國 里永
- 捷克 奧洛穆茨